# MDM (formație)
MDM sau Mínimo de Malis a fost o formație chiliană de rap și hip-hop din Santiago de Chile (1998-2010). Membrii formației sunt: Dan Gonzalez U.R, Demente și Jeity.

## Discografie
- 2003 - Sin Cadenas (Sello Azul)
- 2006 - Mínimo De Malis (EMI)